# La Veloce
La Veloce (de l'italien « Rapide ») est une compagnie maritime italienne de la fin du XIXe siècle et du début du XXe siècle, dont l'activité principale était le transport d'immigrants italiens à destination de l'Amérique du Sud.

## Histoire
L'entreprise a été fondée en 1884 par Matteo Bruzzi & Co, à la suite de la reprise de la société maritime de Giovanni Lavarello qu'il avait fondée en 1865. À partir de 1889, des banques allemandes commencent à acquérir des parts de la compagnie et ont une participation majoratoire à partir de 1899. La société maritime de Fratelli Lavarello (le fils du fondateur de La Veloce) est rachetée avec sa flotte en 1891. En 1900, les banques italiennes et la Navigazione Generale Italiana (NGI) commencent à racheter les parts des actionnaires allemands, ce qui entraîne la prise de contrôle de la compagnie par la NGI à partir de 1901. Le nom officiel de la compagnie devient alors La Veloce Navigazione Italiana a Vapore. La Veloce fusionne avec la NGI en 1924 et est donc liquidée à la suite de cette acquisition. 

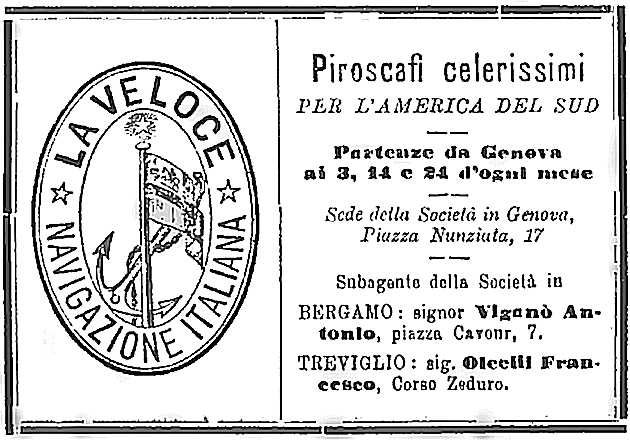
Affiche publicitaire de La Veloce du 23/01/1890 dans la Gazzetta provinciale di Bergamo (départ de Gênes pour l'Amérique du Sud chaque 3, 11 et 24 du mois).